# Eristalinus taeniops

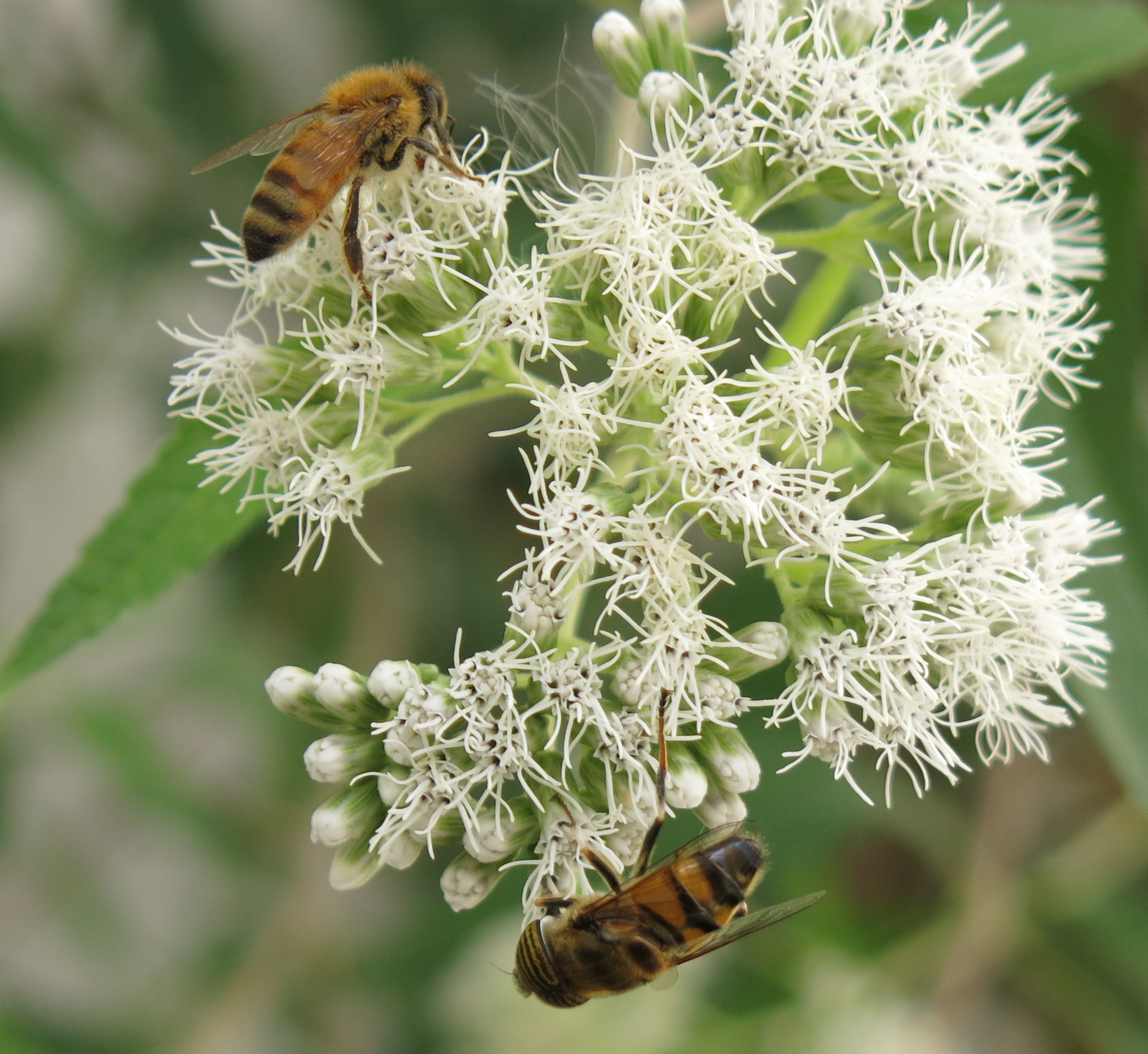
Una abeja (arriba) junto a una mosca tigre Eristalinus taeniops (debajo)

Eristalinus taeniops es una especie de sírfido.  Se distribuyen por el paleártico en la Eurasia mediterránea y en todo África; se extiende hasta el norte del subcontinente indio. Ha sido introducido en Norteamérica.
Mide de 11 a 14 mm. Los ojos tienen bandas negras verticales.